# Camarodonta
Camarodonta é uma ordem de ouriços-do-mar globulares pertencentes à classe Echinoidea. O registo fóssil mostra que os membros desta ordem existem desde o Cretáceo.

## Características
Os membros da ordem Camarodonta apresentam tubérculos imperforados e plcas ambulacrais compostas com os elementos inferiores alargados. Os poros distribuem-se a intervalos regulares ao longo das placas ambulacrais desde o apex até ao peristoma. O sistema mandibular apresenta dentes afilados com o suporte acima do "foramen magnum".

## Famílias
A ordem Camarodonta inclui as seguintes famílias:
- Infraordem Echinidea
  - Família Echinidae
  - Família Echinometridae
  - Família Strongylocentrotidae
  - Família Toxopneustidae
  - Família Parechinidae
  - Família Parasaleniidae

- Infraordem Temnopleuridea
  - Família Glyphocyphidae †
  - Família Temnopleuridae
  - Família Trigonocidaridae
  - Família Zeuglopleuridae † [1]